# 1912 v hudbě

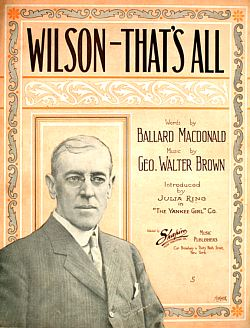
Notový obal pro hudbu propagující prezidentskou kampaň Woodrowa Wilsona v roce 1912.

Na této stránce naleznete seznam událostí souvisejících s hudbou, které proběhly roku 1912.

## Události
- 21. ledna – Orchestrální verse Ma mere l'oye (Moje matka husa) Maurice Ravela měla premiéru v Paříži.[1]
- 28. února – Symfonie č. 3 „Symfonie (Sinfonia) espansiva“ a houslový koncert op.33 Carla Nielsena měla premiéru v Kodani. Sólistou koncertu byl Emil Telmanyi, skladatelův zeť.[1]
- 11. března – Na počest návštěvy krále Jiřího V. v Indii složil Edward Elgar The crown of India (Koruna Indie), která měla premiéru v Londýně.[1]
- 23. března – Premiéra 3. symfonie B moll Op.42 Reinholda Gliera v Moskvě.[1]
- 01. května – Premiéra orchestrální suity Gustava Holsta Beni Mora v Londýně.[1]
- 18. května – Evocations Alberta Roussela měla premiéru v Paříž.[1]
- 26. června – Posmrtnou premiéru 9. symfonie D dur Gustava Mahlera s Vídeňskými filharmoniky uvedl Bruno Walter.[1]
- 24. července – Premiéra Symfonie No.2 Cis moll Nikolaje Mjaskovského v Moskvě[1]
- 07. srpna – Sergej Prokofjev uvedl svůj jednovětý Klavírní koncert Des dur. Sólový part hrál autor.[1]
- 03. září – Arnold Schoenberg uvedl svou první atonální skladbu Fünf Orchesterstücke in der Originalfassung für großes Orchester v Londýně[1]
- 04. října – Konzert im alten Stil, op.123 (Koncert ve starém stylu) Maxe Regera měl premiéru ve Frankfurtu[1]
- 11. října
  - Premiéra třídílné Romantické suity, Op.125 Maxe Regera v Drážďanech[1]
  - Leopold Stokowski (30) debutoval s Philadelphia Orchestra[2]
- 16. října – Revoluční skladba, skládající se z 21 melodramat, Pierrot Lunaire Arnolda Schoenberga měla premiéru v Berlíně.[1]
- 25. října – Suita ze scénické hudby k Moliérově hře Měšťák šlechticem, kterou napsal Richard Strauss měla premiéru ve Stuttgartu[1]
- 25. listopadu – Premiéra Lebenstanz Fredericka Delia v Berlíně[1]
- 21. prosince – Symfonická báseň Arnolda Schoenberga Pelleas und Melisande měla premiéru v Petrohradě, dirigoval autor.[3]

## Opera a balet
- 17. února – Premiéra opery Roma skladatele Julese Masseneta v Monte Carlo.[4]
- 22. dubna – Dukasova symfonická báseň La Peri a Ravelova Adeleide, ou le langage des fleurs ("Adelaide, aneb řeč květin") měly premiéru baletního koncertu ruské baletky Natalie Trouhanova v Paříži.[5]
- 14. května – Ruský balet Sergeje Ďagileva uvedl premiéru Le Dieu Bleu ("Modrý bůh") v choreografii Michala Fokina.[5]
- 20. května – Balet v choreografii Michala Fokina na hudbu Mily Balakireva Thamar měl premiéru v Paříži v podání uvedl Ruského baletu Sergeje Ďagileva.[5]
- 29. května – Ruský balet Sergeje Ďagileva uvedl v Paříži premiéru prvního baletu Vaslava Nijinského na hudbu Clauda Debussyho L'Apres-midi d'un faune ("Faunovo odpoledne").[5]
- 8. června – Ruský balet uvedl balet Maurice Ravela Dafnis a Chloé v Théâtre du Châtelet v Paříži v choreografii Michala Fokina [6]
- 24. června - Opereta Ruggera Leoncavala La reginetta delle rose ("Růžová královna") měla simultání premiéry v Římě a Neapoli.[4]
- 16. září - Premiéra dvouaktové opery Ruggera Leoncavala Gli Zingari ("Cikáni") podle Puškinovy básně v Londýně.[4]
- 25. října - První verze Straussovy opery Ariadna na Naxu ve Stuttgartu. Přepracovaná verze měla premiéru ve Vídni v roce 1916.[4]
- 13. listopadu - Premiéra opery Melenis italského skladatele Riccardo Zandonaie v Miláně.[5]
- 30. listopadu – Balet Reinhorda Gliera Chrysis měl premiéru v Moskvě.[6]

## Narození
- 11. února – Rudolf Firkušný, český klavírista († 19. července 1994)
- 19. února – Saul Chaplin, americký hudební skladatel († 15. listopadu 1997)
- 24. února – Július Kowalski, český hudební skladatel a pedagog († 2. června 2003)
- 27. února – Eliška Kleinová, česká klavíristka († 2. září 1999)
- 12. března – Jiří Traxler, český klavírista († 7. srpna 2011)
- 14. března – Les Brown, americký klarinetista († 4. ledna 2001)
- 15. března – Lightnin' Hopkins, americký bluesový hudebník († 30. ledna 1982)
- 2. dubna – Rudolf Štrubl, český kapelník, varhaník, klarinetista a hudební skladatel († 16. února 1982)
- 7. dubna – Jack Lawrence, americký hudební skladatel († 16. března 2009)
- 3. května – Virgil Fox, americký varhaník († 25. října 1980)
- 13. května – Gil Evans, kanadský klavírista († 20. dubna 1988)
- 5. června – Ilona Massey, maďarská zpěvačka († 20. srpen 1974)
- 14. července – Woody Guthrie, americký písničkář († 3. října 1967)
- 5. září – John Cage, americký hudební skladatel († 12. srpna 1992)
- 21. října – Don Byas, americký saxofonista († 24. srpna 1972)

## Úmrtí
- 14. srpna – Marion Hood, anglická operní pěvkyně (* 1. dubna 1854)